# Uhrovské Podhradie
Uhrovské Podhradie és un poble i municipi d'Eslovàquia que es troba a la regió de Trenčín. La primera menció escrita de la vila es remunta al 1481.

## Demografia
| Godina             | 1994 | 2004    | 2014    | 2024  |
| ------------------ | ---- | ------- | ------- | ----- |
| Nombre de persones | 66   | 46      | 40      | 43    |
| Diferència         |      | −30,30% | −13,04% | +7,5% |

| Godina             | 2023 | 2024   |
| ------------------ | ---- | ------ |
| Nombre de persones | 42   | 43     |
| Diferència         |      | +2,38% |